# Lago Los Niños
El lago Los Niños es un lago situado en el oeste de la provincia del Chubut, en el departamento Tehuelches, Patagonia argentina.

## Geografía
El Lago Los Niños ocupa un glacial de la cuenca sur del Lago General Vintter/Palena, correspondiente a la región sureste de la cuenca del río Carrenleufú/Palena. El lago es más o menos redondeado y se extiende de este a oeste, a una distancia de poco más de entre un km y 0,9 km de norte a sur. La localidad más cercana es Río Pico.
El lago está situado en la región más seca de la cuenca del Río Carrenleufú. La precipitación media en la cuenca son del orden de 500 a 700 mm. Aunque el lago está situado al pie de los Andes, el paisaje corresponde con la región occidental de la meseta patagónica. La flora es intermedia entre el bosque andino patagónico, que consiste en Notofagáceas, y la flora de la meseta.
Su emisario surge en su orilla norte, y se dirigió hacia el noreste. Converge en la margen derecha del río Carrenleufú poco después de pasar de este último por el lago General Vintter.

## Pesca
El lago es conocido por su riqueza en salmónidos. La pesca es principalmente de la trucha de arroyo (Salvelinus fontinalis).